# Fabrizio Fabbri
Fabrizio Fabbri, född den 28 september 1948 i Ferruccia di Agliana, död den 3 juni 2019 i Pisa, var en italiensk landsvägscyklist som var professionell från 1970 till 1976. Efter karriären arbetade han som sportdirektör (bland annat för Mapei 1993–2002).

## Meriter
|  | 1970 3:a i Gran Premio Industria e Commercio di Prato 1971 2:a i Giro dell'Appennino 1972 Vinnare av etapp 5 i Giro d'Italia 1973 Vinnare av Gran Premio Industria e Commercio di Prato Vinnare av etapp 2b (ITT) i Tour de Suisse 2:a i Giro dell'Umbria 2:a i Coppa Placci 3:a i Giro di Toscana | 1974 Vinnare av Gran Premio Industria e Commercio di Prato Vinnare totalt av Giro di Puglia 2:a i Coppa Bernocchi 1975 Vinnare av etapp 16 i Giro d'Italia Vinnare av Giro dell'Appennino Vinnare av Tre Valli Varesine 2:a i Giro dell'Umbria 1976 Vinnare av etapp 9 i Giro d'Italia |